# Theodor Zwinger der Ältere

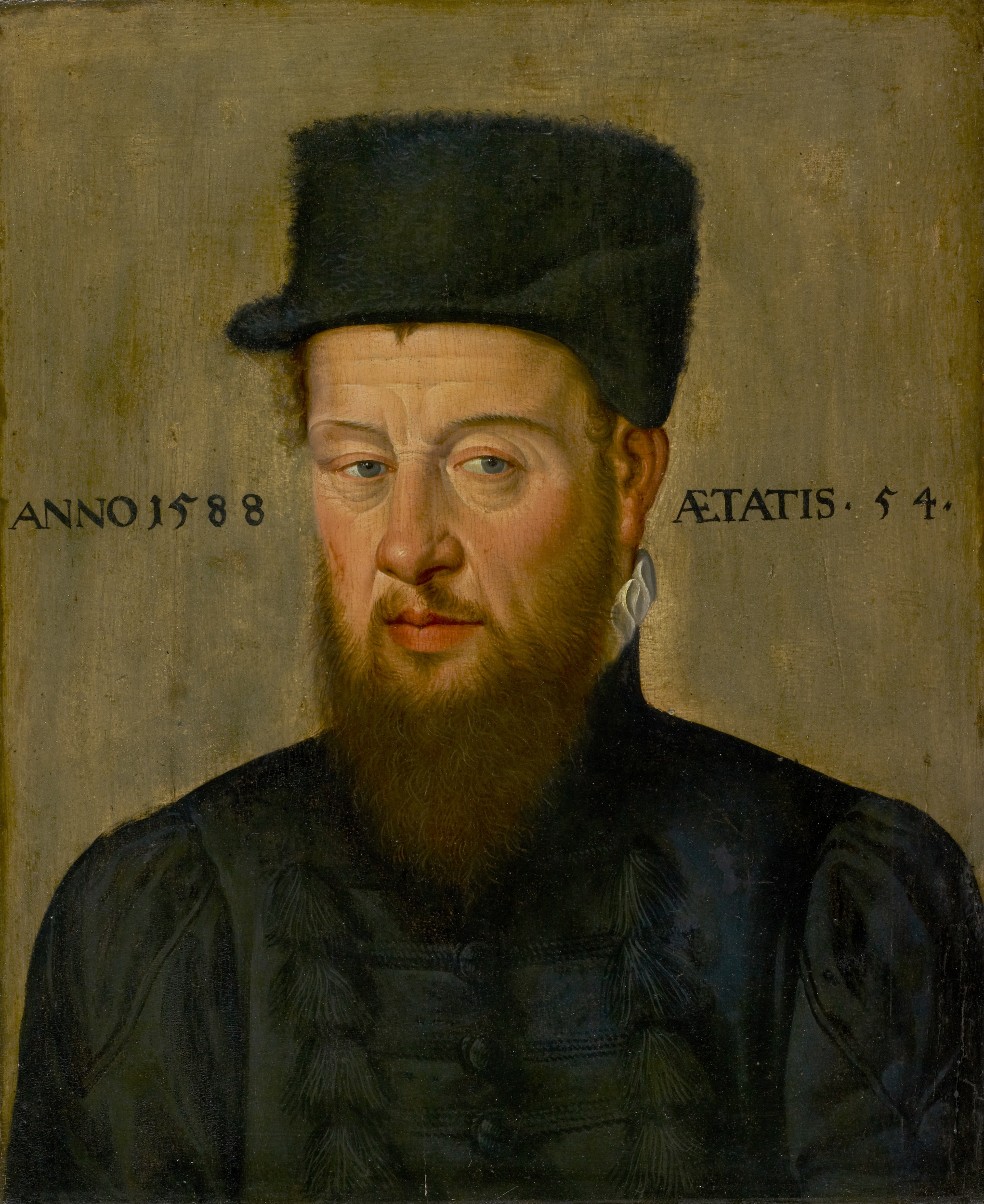
Bildnis des Theodor Zwinger (Hans Bock d. Ä., 1588, Kunstmuseum Basel)

Theodor Zwinger der Ältere (auch Theodore Zwinger oder Theodoro Zuingero; * 2. August 1533 in Basel; † 10. März 1588 ebenda) war ein eidgenössischer Gelehrter, Arzt, Medizinprofessor und Paracelsist.

## Leben
Zwinger war Sohn des Kürschners Leonhard Zwinger und der Christine Herbster, einer Schwester des Druckers Johannes Oporinus, die in zweiter Ehe den Professor Conrad Lycosthenes heiratete. Zwinger studierte ab 1548 an der Universität Basel und anschliessend in Frankreich (wo er mit Petrus Ramus in Kontakt kam) und in Italien (wo er 1559 an der Universität Padua  bei Girolamo Mercuriale zum Doktor der Medizin promoviert wurde). Im selben Jahr nach Basel zurückgekehrt, praktizierte er zuerst als Arzt und heiratete. Einen Ruf auf den seit 1560 vakanten medizinischen Lehrstuhl nach Marburg lehnte er ab, um einem Versprechen gemäß seiner Heimatstadt zu dienen. Er erhielt in Basel 1565 eine Professur für Griechisch und 1571 für Ethik. Ab 1580 war er Professor für theoretische Medizin. 1565 und 1572 amtierte er als Rektor der Universität Basel.
Zwinger war einer der ersten Universitätsgelehrten, der die Werke von Paracelsus aufgriff. Er wurde deswegen angefeindet, konnte aber in Basel einen Kreis von Paracelsisten aufbauen. Zu seinen Schülern gehörten auch Heinrich Khunrath und Johann Arndt.
Zwinger ist Herausgeber der Enzyklopädie Theatrum Vitae Humanae (1565, 1571, 1586, 1604). Bei der Erstellung des Theatrums konnte er auf die Wissenssammlung seines Stiefvaters Conrad Lycosthenes zurückgreifen. Sein Methodus Apodemica von 1577 ist die Grundlegung einer Reisekunst nach den Prinzipien einer ramistischen Topik.
Zwingers Sohn, Jakob Zwinger, führte das Theatrum kurzzeitig fort. Von ihm stammt der Pfarrer und Theologieprofessor Theodor Zwinger der Jüngere (1597–1654) ab.

## Werke
- Theatrum Vitae Humanae (s. o.)
- Methodus Apodemica in eorum gratiam, qui cum fructu in quocunq[ue] tandem vitae genere peregrinari cupiunt ; Typis delineata, & cum aliis, tum quatuor praesertim Athenarum vivis exemplis illustrata. Basel 1577; Argentinae 1594 (Digitalisat)
- Physiologia medica, hrsg. v. Jacob Zwinger, Basel 1610
- Specimen Materiae medicae : cum subjunctis ubique Remediorum Formulis in Gratiam & Usum Philiatrorum ac Juniorum Practicorum tumultuaria methodo inter plurimas Mentis Distractiones fideli tamen Opera adornatum. Basel: Thurnisius, 1722 (Digitalisat der Universitäts- und Landesbibliothek Düsseldorf)